# Thomas Klotz (Musicaldarsteller)
Thomas Klotz (* 27. Februar 1980 in Siegen) ist ein deutscher Musicaldarsteller und Fernsehmoderator.

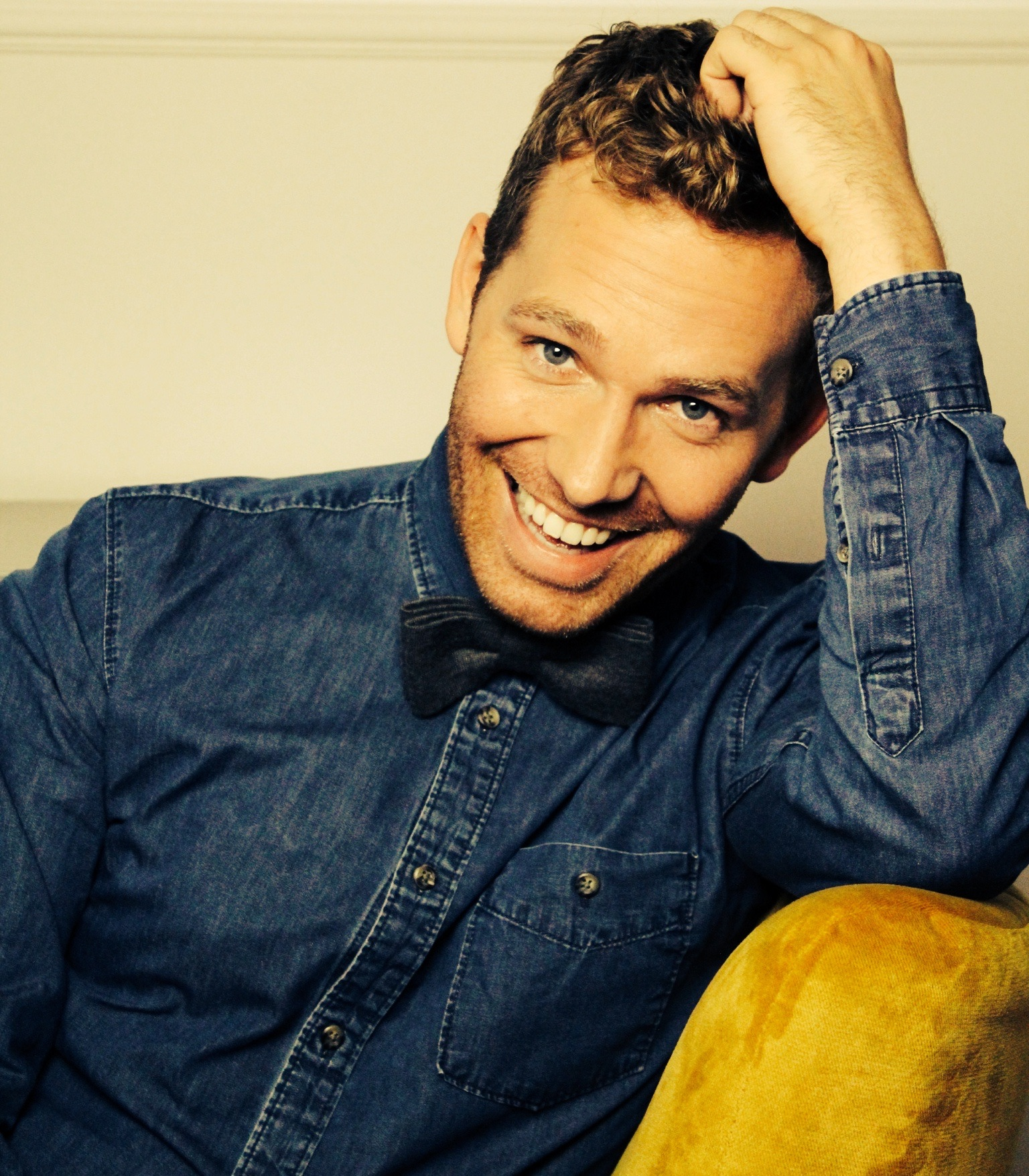
Thomas Klotz (2014)

## Leben
Thomas Klotz absolvierte sein Studium in Schauspiel, Gesang und Tanz an der Folkwang Hochschule in Essen und schloss es im Februar 2002 mit Diplom ab.
Bei den Sommerfestspielen in Bad Hersfeld spielte er bei Evita. Es folgten Engagements wie Cabaret das Musical im Capitol Theater (Düsseldorf) und Tanz der Vampire in Stuttgart. Danach war er in dem ABBA-Musical Mamma Mia! und  Dirty Dancing in Hamburg zu sehen.
Weitere Engagements waren unter anderem der „Alfred“ in Tanz der Vampire im Theater des Westens Berlin,  „Ren McCormack“ in Footloose bei den Freilichtspielen in Tecklenburg und  „Falscher Hase“ sowie Winnetouch im Musical Der Schuh des Manitu (Welturaufführung) am Theater des Westens in Berlin. Ab 2010 tourte Klotz mit dem Musical Grease in der Erstbesetzung des Roger und als Cover Teenangel/Vince Fontaine durch verschiedene Städte in Deutschland. Es folgten Engagements am Theater Bielefeld. So war er Teil der Deutschlandpremiere des Musicals Bonnie & Clyde, wo er Ted Hinton verkörperte. 2013 war er mit dem Musical Cats in der Rolle des Skimbleshanks auf Tournee. 2015 spiele Thomas Klotz den „Jonathan Harker“ im Musical Dracula bei den Clingenburg Festspielen. Er spielte die Hauptrolle bei der Weltpremiere des Musicals Burnout an der Seite von Miriam Pielhau.
2016 war Klotz als Joe Gillis bei den Schlossfestspielen Ettlingen im Musical Sunset Boulevard engagiert. Anschließend spielte er im Theater Bielefeld Craig Venter in der Welturaufführung von Molekül – Das Musical und Princeton und Rod in Avenue Q. 2022 stand er im Musical Sweeney Todd als Anthony im Theater Erfurt auf der Bühne. 
Klotz ist Gastgeber der Kreativ-Sendung Schätze aus Schrott beim Sender RTL und Teil der Sendung Die Dekoprofis bei VOX. In Berlin-Charlottenburg betreibt er seinen eigenen Laden.

## Ehrungen und Auszeichnungen
- 2016 Deutschen Musical Theater Preis in der Kategorie „Bester Hauptdarsteller in einem Musical“ für seine Interpretation des „Ben“ in Burnout.

## Engagements
- 2000–2001: Cabaret (Düsseldorf) als Kit-Kat-Boy
- 2000–2001: Evita (Bad Hersfeld) im Ensemble
- 2001–2003: Tanz der Vampire (Stuttgart) als Alfred, Swing, Solotänzer
- 2003–2006: Mamma Mia! (Hamburg) als Sky, Eddie, Swing
- 2006–2007: Dirty Dancing (Hamburg) als Neil, Swing, Gesangssolist, Billy
- 2007: Tanz der Vampire (Berlin) als Erstbesetzung Alfred
- 2007–2008: Dirty Dancing (Hamburg) als Erstbesetzung Neil Kellermann
- 2008: Footloose (Freilichtspiele Tecklenburg) in der Hauptrolle Ren McCormack
- 2008–2010: Der Schuh des Manitu (Berlin) als Erstbesetzung Falscher Hase und Cover Winnetouch
- 2010–2011: Grease (Deutschlandtour) als Erstbesetzung Roger und Cover Vince Fontaine/Tennangel
- 2011: Songs For A New World Theater Bielefeld Mann 1
- 2012: Company Theater Bielefeld als Paul
- 2012–2013: Cats als Skimbleshanks (Tournee)
- 2013: City of Angels Theater Bielefeld als Jimmy Powers
- 2014: Bonnie & Clyde Theater Bielefeld als Ted Hinton
- 2014–2017: Die letzten 5 Jahre Theater Bielefeld
- 2015–2016: Burnout – Das Musical Tournee
- 2016: Sunset Boulevard – (Ettlingen) als Joe Gillis
- 2017: Das Scharlachrote Siegel Theater Chemnitz als Armand St.Just
- 2017–2018:  Molekül – Das Musical (Welturaufführung) Theater Bielefeld als Craig Venter und Linus Pauling
- 2017–2018: Avenue Q Theater Bielefeld als Princeton und Rod
- 2017–2018 #BAUCHGEFÜHL Konzertreihe mit Roberta Valentini

## Soloprogramm
- 2014–2015: „Was machen Sie eigentlich hauptberuflich?“  im Loft des Theater Bielefeld

## Diskografie
- 2004: Mamma Mia! – Das Musical (Originalaufnahme Operettenhaus Hamburg) (Ensemble)
- 2006: Dirty Dancing – Das Original live on Stage (Originalaufnahme Neue Flora Hamburg) (Ensemble)
- 2009: Der Schuh des Manitu – Berlin Cast Album (Falscher Hase)
- 2015: Burnout – Das Musical (Liveaufnahme Tour)

## Belege
1. ↑   https://www.vox.de/cms/sendungen/die-dekoprofis-die-schoenste-idee-fuer-jedes-budget.html
2. ↑  Isolde55: Schätze aus Schrott –. In: fernsehserien.de. Abgerufen am 16. März 2024.

| Personendaten    | Personendaten               |
| ---------------- | --------------------------- |
| NAME             | Klotz, Thomas               |
| KURZBESCHREIBUNG | deutscher Musicaldarsteller |
| GEBURTSDATUM     | 27. Februar 1980            |
| GEBURTSORT       | Siegen                      |